# Hydrocleys nymphoides
Hydrocleys nymphoides (amapolita del agua) es una especie  de plantas de la familia Alismataceae, antes Limnocharitaceae. 

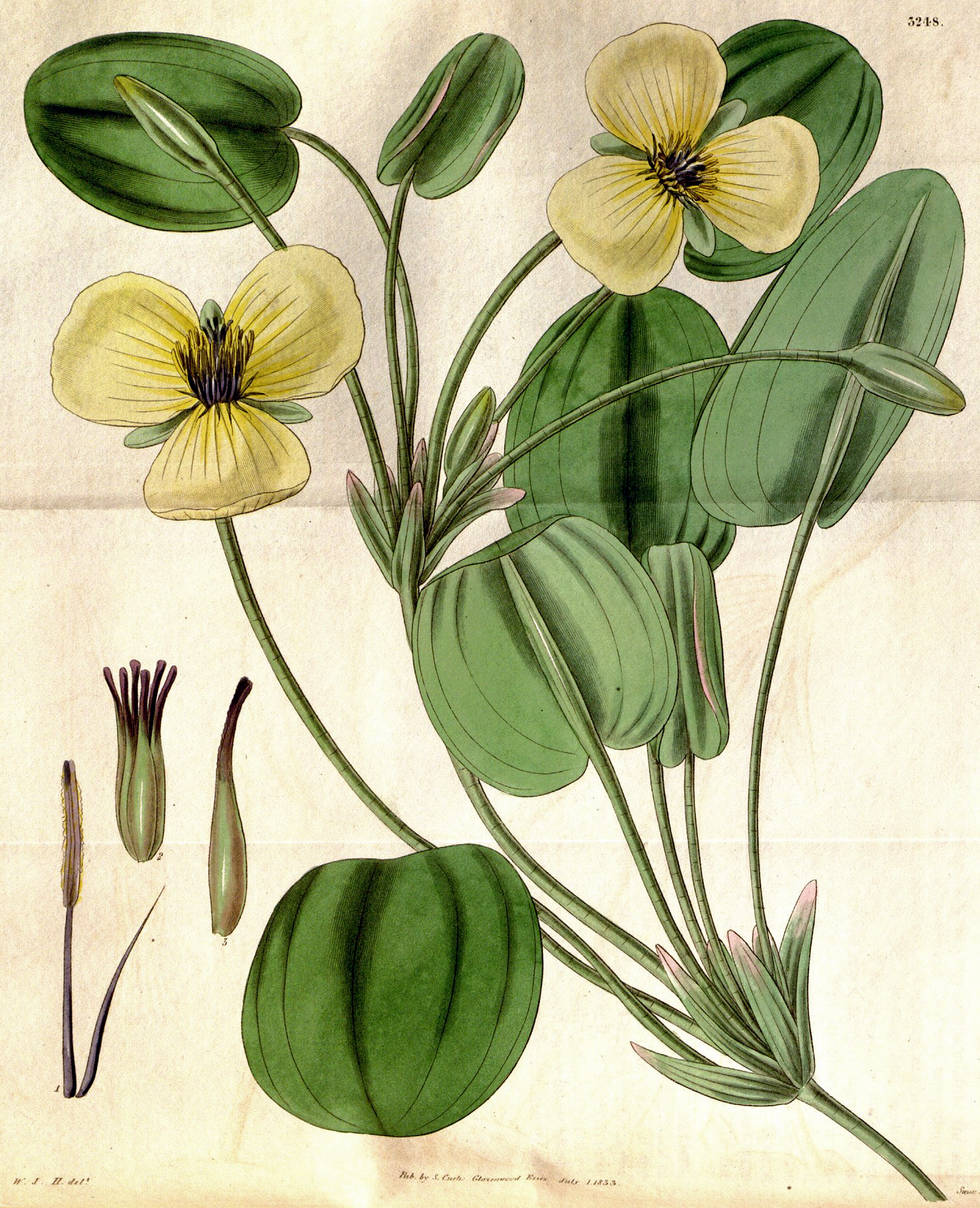
Ilustración

## Distribución y hábitat
Es endémica de Guatemala, Antillas Neerlandesas, Puerto Rico, Trinidad y Tobago, Guyana, Surinam, Venezuela, Brasil, Bolivia, Colombia, Ecuador, Argentina y Paraguay.

## Descripción
Alcanza entre 15 y 30 cm de altura. Es una planta herbácea, caduca, estolonífera, acuática y perenne. Hoja brillante, simple, gruesa, redondeada, verde oscura, de 5-20 cm de diámetro, forma de las bases acorazonadas; típicamente flota,  pero ocasionalmente sobresale arriba. 3-pétalos, amarillos, de 5 cm de diámetro, con el centro rojo pardo al centro, estambres numerosos y negros o castaños; los estambres apenan salen de la superficie. Las flores duran un día, pero su floración en sucesión en un  largo periodo veraniego.

## Taxonomía
Hydrocleys nymphoides fue descrita por (Humb. & Bonpl. ex Willd.) Buchenau , y publicado en Index Criticus Butomacearum, Alismacearum, Juncaginacearum 9. 1868.
Sinónimos
- Hydrocleys azurea Schult.f.
- Hydrocleys commersonii Rich.
- Hydrocleys humboldtii (Rich.) Endl.
- Limnocharis commersonii (Rich.) Spreng.
- Limnocharis humboldtii Rich.
- Limnocharis nymphoides (Humb. & Bonpl. ex Willd.) Micheli
- Sagittaria ranunculoides Vell.
- Stratiotes nymphoides Humb. & Bonpl. ex Willd.
- Vespuccia humboldtii (Rich.) Parl.[2]